# Marjana Moškrič
Marjana Moškrič, slovenska pisateljica in knjižničarka, * 18. november 1958, Ljubljana, Slovenija.

## Življenje
Marjana Moškrič se je rodila 18. novembra 1958 v Ljubljani. Njen oče je Marjan Moškrič, ki je prav tako pisatelj, njen ded Jože Moškrič pa je bil dramatik, pesnik in narodni heroj.
Po končani gimnaziji leta , se je vpisala na Filozofsko fakulteto v Ljubljani, kjer je študirala primerjalno književnost in slovenski jezik s književnostjo. Leta 1981 je diplomirala iz slovenskega jezika in se še istega leta, kot višja knjižničarka zaposlila v Knjižnici Jožeta Mazovca. Ko so se leta 2008 združile vse ljubljanske splošne knjižnice v Mestno knjižnico Ljubljana, je bila premeščena v enoto Polje. 
Začetek njenega pisanja in objavljanja del, se začne okoli leta 1998 z izidom knjige Čadavec.
Od leta 2003 je članica Društva slovenskih pisateljev.

## Delo
Marjana Moškrič je mladinska pisateljica, ki ne piše le za otroke in mladino, temveč tudi za odrasle. Napisala je dve pripovedi z naslovoma Potovanje v nekoč (2001) in Stvar (2002). Gre za mladinski deli. Izdala je tudi pravljico O sivem mestu in črni roži (2008). Leta 2004 je izdala avtorsko slikanico Pravljica o belem in črnem. Piše tudi romane, in sicer je napisala dva mladinska romana z naslovoma Čadavec (1998) in Ledene magnolije (2002) ter roman za odrasle z naslovom Samo jesen (2005).

## Nagrade
Pisateljica je za mladinski roman Ledene magnolije leta 2003 prejela nagrado večernica za najboljše mladinsko literarno delo za leto 2002, leta 2024 pa še za distopični mladinski roman Sneg. 
Leta 2009 je za otroški roman Stvar prejela nagrado Desetnica, ki jo podeljuje Društvo slovenskih pisateljev za najboljšo otroško in mladinsko delo, 2016 pa še za Sanje o belem štrpedu

## Antologije
- Tales Growing Up Into Secrets, An Anthology of Contemporary Slovene Youth Literature, Littera Slovenica, 2007
- Priče izrasle u tajne, Antologija suvremene slovenske književnosti za djecu i mlade, Zagreb 2006
- Geniji, Antologija sodobne slovenske mladinske kratke proze, Genija 2006